# 斯捷潘基 (波格列比謝區)
49°29′11″N 29°4′37″E / 49.48639°N 29.07694°E
斯捷潘基（烏克蘭語：Степанки），是烏克蘭的村落，位於該國西南部文尼察州，由文尼察區負責管轄，始建於1905年，面積0.18平方公里，海拔高度257米，2001年人口341。